# Stenodeza
Genre
Stenodeza est un genre d'araignées aranéomorphes de la famille des Salticidae.

## Distribution
Les espèces de ce genre se rencontrent au Brésil et en Argentine.

## Liste des espèces
Selon World Spider Catalog (version 18.0, 21/05/2017) :
- Stenodeza acuminata Simon, 1900
- Stenodeza fallax Mello-Leitão, 1917
- Stenodeza foestiva Mello-Leitão, 1944

## Publication originale
- Simon, 1900 : Descriptions d'arachnides nouveaux de la famille des Attidae. Annales de la Société Entomologique de Belgique, vol. 44, p. 381-407 (texte intégral).